# 張春帆 (清朝)
張春帆（？—1935年），名炎，筆名漱六山房，毗陵（江蘇常州）人。

## 生平
先祖為常州守经堂张氏，以賣酒致富。祖父张嗣潢曾任华容县知县，父亲张肇纶为浙江候补通判。张肇纶娶了陈钟英的女儿，成為常州名门望族。寓居上海，開有漱六山房書局，經常在《十日小说》、《社会日报》、《万岁》、《明星快报》、《新上海》、《晶报》、《上海画报》上撰寫短篇小說。性嗜电影，有新片必看，因患近視，擇座必最前列。辛亥革命後，曾任江北都督府要職。張春帆生活优越，因不滿於包辦婚姻，長年閱歷風月場所，寻欢作乐，頗多聞見。张春帆創作小說《九尾龜》，乃半自傳小說，內容是十里洋場的文人狎妓的故事，书中主角章秋谷，实为自己的影子。此書一經刊行，大受读者喜爱，张名声大噪。又先後寫有《续九尾龟》、《最新九尾龟》。1928年，张春帆在上海云南路创办《平报》，自任主编。晚年定居上海，應好友之邀，担任上海储蓄银行秘书，以此终老。另著有《黑獄》、《新果報錄》、《宦海》、《反倭袍》等書。